# えぼし号
えぼし号は、神奈川県茅ヶ崎市が2002年（平成14年）5月25日から神奈川中央交通（茅ヶ崎営業所）に委託して運行しているコミュニティバスの愛称。

## ルート

### 中海岸南湖循環市立病院線
- 市立病院→茅ヶ崎駅南口→中海岸2丁目→サザンビーチ入口→南湖6丁目→茅ヶ崎駅南口→市立病院

### 北部循環市立病院線
- 北部コース ： 市立病院→香川駅→里山公園→小出小学校西→堤坂下→香川駅→市立病院
- 新芹沢コース ： 市立病院→香川駅→里山公園→茅ヶ崎市斎場→小出小学校西→香川駅→市立病院

### 東部循環市立病院線
- 松が丘コース ： 市立病院→茅ヶ崎駅南口→若松町→菱沼海岸南→茅ヶ崎ゴルフ倶楽部前→浜須賀小学校入口→松が丘二丁目北→市立病院
- 小和田・松浪コース ： 市立病院→松林二丁目→小和田交番前→伍仁原→伍仁原踏切→辻堂駅西口→伍仁原踏切→緑が浜小学校前→常盤町→伍仁原踏切→辻堂駅西口→伍仁原踏切→伍仁原→小和田交番前→松林二丁目→市立病院

### 鶴嶺循環市立病院線
- 鶴嶺北コース ： 市立病院→北茅ヶ崎駅入口→茅ヶ崎駅北→ジャスコ東→円蔵→県立茅ヶ崎養護学校→十二天神社入口→徳洲会老人保健施設浜之郷前→円蔵下町→ジャスコ東→茅ヶ崎駅北→北茅ヶ崎駅入口→市立病院
- 鶴嶺南コース ： 市立病院 - 北茅ヶ崎駅入口 - 茅ヶ崎駅北 - ジャスコ前 - 浜之郷入口 - TBS - 鶴嶺小学校前 - 宮ノ前 - 古川 - 萩園台河原 - 温水プール（往復）

## 車両
2017年3月現在
日野・ポンチョ（2代目）を使用して運行されている。
北部循環用であったポンチョ（初代）は2015年3月まで3台のうち2台が廃車、残り1台の予備車も2017年3月に廃車となり、これに伴い予備車を含めると（2代目）日野・ポンチョに統一された。
点検整備などの場合、代車として神奈川中央交通茅ヶ崎営業所の「ち200」号車（日野・ポンチョ）が運行される。日野・リエッセは2016年3月に廃車。
運行開始当初の車両であるオムニノーバ・マルチライダーは2011年に運用を離脱しているが、そのうち1台は2012年3月21日から市内の茅ヶ崎公園に遊具として展示されることになった。

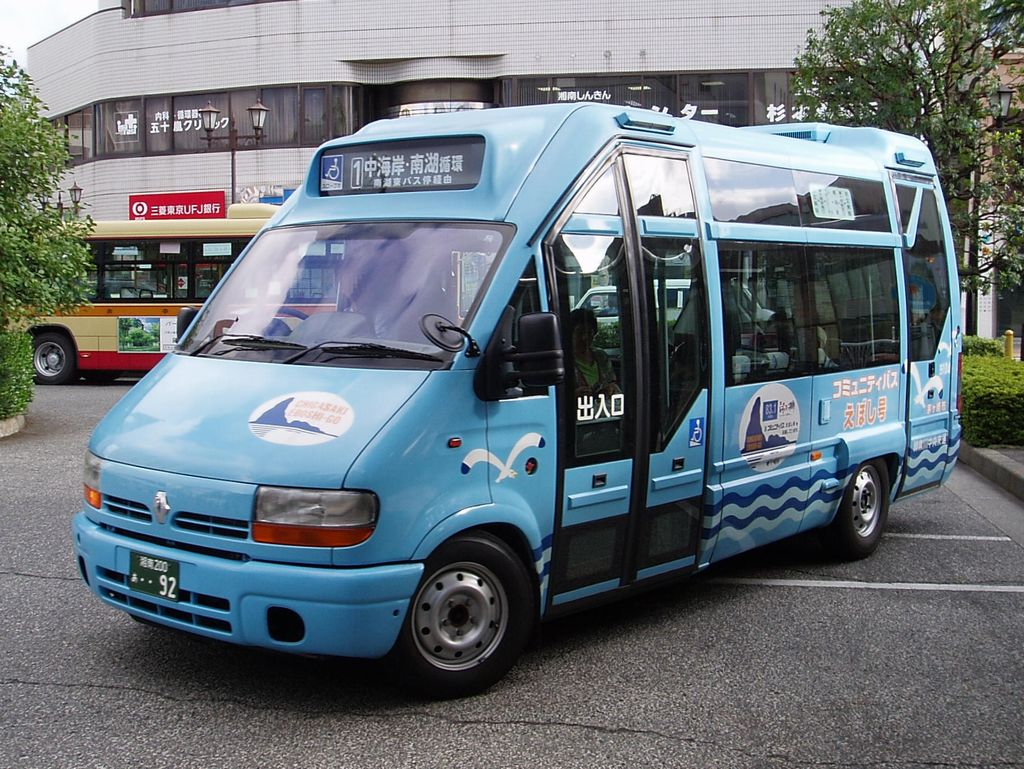
オムニノーバ・マルチライダー
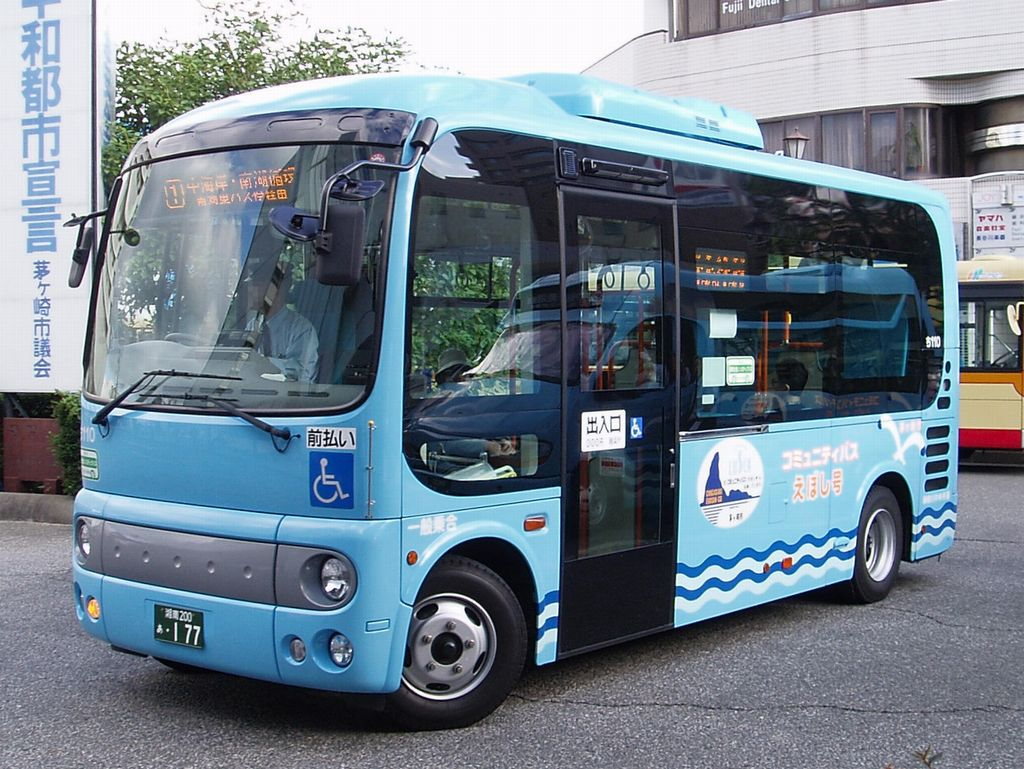
日野・ポンチョ（2代目）
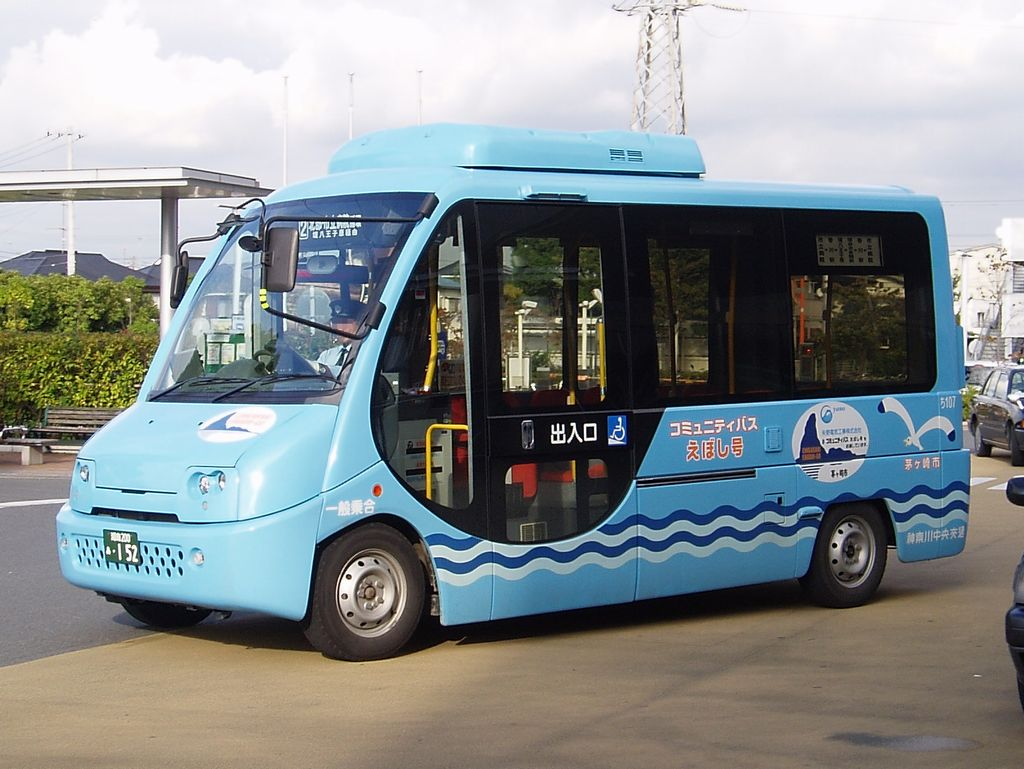
日野・ポンチョ（初代）

## 運賃・乗り継ぎ

### 運賃
中海岸南湖循環は大人180円・子供90円、それ以外は大人200円・子供100円。ただし、東部循環松が丘コースで中海岸南湖循環と重複する区間(「市立病院」、「本村五丁目」、「本村二丁目」、「徳洲会病院前」、「茅ヶ崎駅南口」、「幸町」)のバス停は大人180円・子供90円となる。（未就学児童は3人目から有料）(2022年12月現在)
40円券・50円券が22枚綴りとなった専用回数券と、500円の一日乗車券が発売されている。
ICカードの支払いは2022年6月に導入されている。Suica、PASMO等 交通系ICカード全国相互利用サービスが利用できる。

### 乗り継ぎ
えぼし号では、以下の停留所で乗り継ぎが可能である。乗り継ぎの際は、運転士から乗継券（当日のみ有効）を受け取り、乗り継いだバスの運賃箱に投入する。
- 茅ヶ崎駅南口
  - 但し、中海岸南湖循環線の南湖方面から中海岸方面への乗り継ぎに限る。
- 市立病院
  - 各路線線相互に乗り継ぎが可能。
  - 但し、中海岸南湖循環線からの乗り継ぎの場合は大人50円・子供20円を乗継券と一緒に支払う。

## 計画中の路線
現在運行されている路線は、2005年（平成17年）に「茅ヶ崎市乗合交通整備計画」において策定された、支線バス8路線のうちの4路線である。
残る4路線のうち、柳島循環市立病院線・西久保寒川循環線・中心部循環線においては、2014年4月現在も運行開始の目処は立っていない。
北部循環線（デマンド運行）については、2013年12月21日より予約型乗合バスとして運行を開始した。

## 利用状況
2012年（平成24年）3月末現在、全路線を合わせ延べ約256万人が利用している。